# Sack (Fürth)

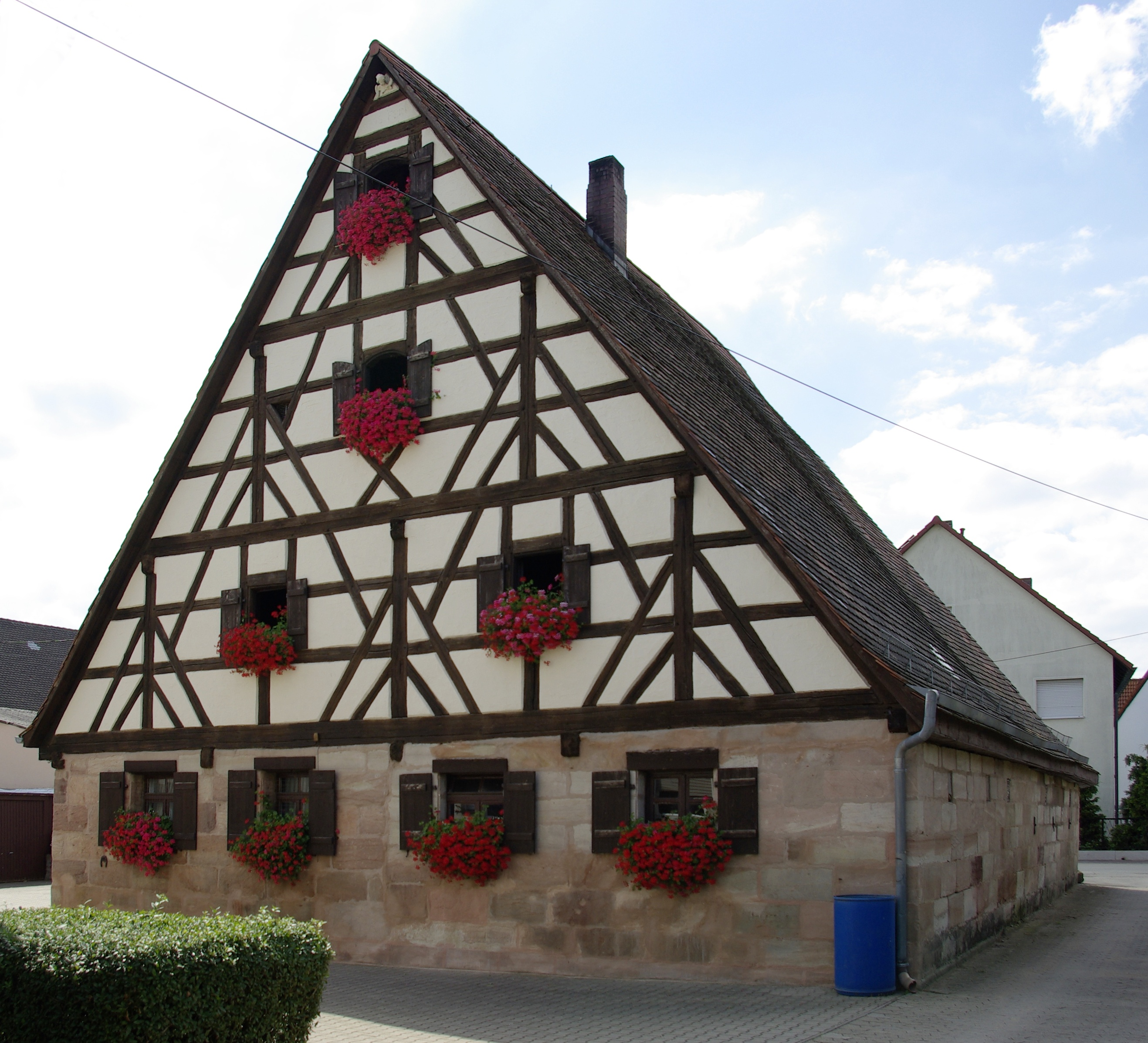
Wohnstallhaus (2013)

Sack ([zak] ⓘ, fränkisch: „Sag“) ist ein Gemeindeteil der kreisfreien Stadt Fürth (Mittelfranken, Bayern). Die Gemarkung Sack hat eine Fläche von 4,088 km². Sie ist in 1731 Flurstücke aufgeteilt, die eine durchschnittliche Fläche von 2361,55 m² haben. In ihr liegen neben dem namensgebenden Ort die Gemeindeteile Bislohe, Braunsbach, Herboldshof und Steinach.

## Geografie
Das Kirchdorf liegt drei Kilometer nordöstlich des historischen Fürther Stadtkernes direkt unter der Einflugschneise des Nürnberger Flughafens und bildet mit Bislohe im Nordwesten und Braunsbach im Osten eine geschlossene Siedlung. Südlich des Ortes fließt der Bucher Landgraben und östlich erstreckt sich das Knoblauchsland.
Nördlich des Ortes erstreckt sich auf einer Anhöhe der acht Hektar große Boxwald, der die nördliche Grenze zu den Nürnberger Gemeindeteilen Schmalau und Boxdorf bildet. Dort liegen auch die vier Fußballplätze des örtlichen Sportvereins TSV Sack. Im Osten breitet sich, abgesehen von Braunsbach, bis nach Buch bei Nürnberg auf weiter Flur das Knoblauchsland mit seinen Äckern aus. Nach Süden ist über Felder der Blick frei bis nach Fürth (Stadt) bzw. Ronhof und Poppenreuth. Im Westen grenzt Sack direkt an Bislohe und das Industriegebiet Schmalau.
Gemeindeverbindungsstraßen führen nach Buch (2,1 km östlich), nach Ronhof zu einer Anschlussstelle der Bundesautobahn 73 (1,2 km südwestlich) und nach Bislohe (0,8 km nordwestlich).

## Geschichte
Der Ort entstand im 9./10. Jahrhundert und fand um 1339 seine erste urkundliche Erwähnung. Seinen Namen hat es vermutlich nach einer vorangegangenen Rodung erhalten, nach der der Ort in sackähnlicher Form aus dem Wald herausgeschnitten war.
Gegen Ende des 18. Jahrhunderts bildete Sack mit Bislohe und Braunsbach eine Realgemeinde. Sack bestand aus 13 Anwesen. Das Hochgericht übte die Reichsstadt Nürnberg aus, was aber vom brandenburg-bayreuthischen Oberamt Baiersdorf bestritten wurde. Die Dorf- und Gemeindeherrschaft hatte das Landpflegamt Nürnberg. Grundherren waren das brandenburg-ansbachische Kastenamt Cadolzburg (1 Gut); die Reichsstadt Nürnberg: Landesalmosenamt (1 Gut), Waldamt Sebaldi (1 Gut); Nürnberger Eigenherren: von Haller (1 Halbhof), von Löffelholz (2 Halbhöfe), von Praun (1 Gütlein, 1 Wirtshaus), von Tucher (1 Gütlein); Graf von Bettschart (1 Hof, 2 Gütlein, 1 Hirtenhaus).
Von 1797 bis 1810 unterstand der Ort dem Justiz- und Kammeramt Erlangen. Im Rahmen des Gemeindeedikts wurde Sack dem 1808 gebildeten Steuerdistrikt Buch und der 1813 gebildeten Ruralgemeinde Buch zugewiesen. Mit dem Zweiten Gemeindeedikt (1818) entstand die Ruralgemeinde Sack, zu der Bislohe und Braunsbach gehörten. Sie war in Verwaltung und Gerichtsbarkeit dem Landgericht Erlangen zugeordnet und in der Finanzverwaltung dem Rentamt Erlangen. In der freiwilligen Gerichtsbarkeit unterstanden 2 Anwesen von 1822 bis 1828 dem Patrimonialgericht (PG) Almoshof, 1 Anwesen von 1823 bis 1848 dem PG Bislohe, 2 Anwesen von 1825 bis 1835 dem PG Gibitzenhof, 1 Anwesen von 1822 bis 1834 dem PG Lohe und Behringersdorf und 1 Anwesen von 1821 bis 1836 dem PG Weikershof. Ab 1862 gehörte Sack zum Bezirksamt Fürth (1939 in Landkreis Fürth umbenannt) und zum Landgericht Fürth (ab 1876 Stadt- und Landgericht Fürth, 1879 in Amtsgericht Fürth umbenannt). Die Finanzverwaltung wurde 1872 vom Rentamt Fürth übernommen (1919 in Finanzamt Fürth umbenannt). Die Gemeinde hatte 1964 eine Gebietsfläche von 2,355 km².
Die Freiwillige Feuerwehr Sack wurde am 28. Oktober 1894 gegründet. Der Anschluss an die öffentliche Kanalisation erfolgte zur Mitte der 1960er Jahre.
Am 1. Juli 1972 wurde Sack im Zuge der Gebietsreform in Bayern nach Fürth eingemeindet.

### Baudenkmäler
- Blütenstr. 2: Wohnstallhaus[13]
- Haus Nr. 7: Erdgeschossiges Wohnstallhaus aus Sandsteinquadern von 1832, traufseitig zur Straße stehend. Zum Hof Rundbogentüre. Zweigeschossiger Nordgiebel, bezeichnet „JG 1832“; Bauernhauszeichen.[14]

### Einwohnerentwicklung
Gemeinde Sack
| Jahr      | 1818   | 1840   | 1852   | 1855   | 1861   | 1867   | 1871   | 1875   | 1880   | 1885   | 1890   | 1895   | 1900   | 1905   | 1910   | 1919   | 1925   | 1933   | 1939   | 1946   | 1950   | 1952   | 1961   | 1970   |
| Einwohner | 220    | 266    | 273    | 267    | 250    | 235    | 233    | 255    | 268    | 271    | 240    | 249    | 277    | 292    | 296    | 282    | 304    | 404    | 399    | 521    | 543    | 599    | 946    | 1782   |
| Häuser    | 38     | 34     |        |        |        |        | 39     |        |        | 49     | 45     |        | 50     |        |        |        | 53     |        |        |        | 64     |        | 167    |        |
| Quelle    | [ 16 ] | [ 17 ] | [ 18 ] | [ 18 ] | [ 19 ] | [ 20 ] | [ 21 ] | [ 22 ] | [ 23 ] | [ 24 ] | [ 25 ] | [ 18 ] | [ 26 ] | [ 18 ] | [ 27 ] | [ 18 ] | [ 28 ] | [ 18 ] | [ 18 ] | [ 18 ] | [ 29 ] | [ 18 ] | [ 10 ] | [ 30 ] |

Ort Sack
| Jahr      | 001818 | 001840 | 001861 | 001871 | 001885 | 001900 | 001925 | 001950 | 001961 | 001970 | 001987 |
| Einwohner | 95     | 97     | 91     | 89     | 108    | 112    | 131    | 235    | 418    | 1263   | 1285   |
| Häuser    | 16     | 12     |        |        | 21     | 21     | 25     | 28     | 81     |        | 275    |
| Quelle    | [ 16 ] | [ 17 ] | [ 19 ] | [ 21 ] | [ 24 ] | [ 26 ] | [ 28 ] | [ 29 ] | [ 10 ] | [ 30 ] | [ 1 ]  |

## Religion
Sack gehört zur evangelischen Pfarrei Poppenreuth (St. Peter und Paul) bzw. zur katholischen Pfarrei Stadeln (Hl. Dreifaltigkeit). Seit 1972 gibt es eine katholische Kirche, die bis 2004 auch von der evangelisch-lutherischen Pfarrei zu Gottesdiensten verwendet wurde. Sie war also eine Simultankirche. Sack ist eine Filialgemeinde von Hl. Dreifaltigkeit in Stadeln und gehört damit seit Pfingsten 2006 zum Seelsorgebereich Fürth Mitte-Nord.

## Infrastruktur
Neben einer Grundschule bietet ein Kindergarten Platz für drei Jahrgänge. Ursprünglich waren im alten Schulgebäude sechs Jahrgangsstufen untergebracht, die teilweise gemeinsam unterrichtet wurden. Außerdem befanden sich dort die Räume der Gemeindeverwaltung. Heute wird der Bau von der Freiwilligen Feuerwehr Sack genutzt. Ein Anbau aus den 1950ern dient drei Jahrgängen als Grundschule. Danach müssen die Kinder ins drei Kilometer entfernte Ronhof. Ein 1970 zusammen mit dem Kindergarten erbautes Schwimmbad mit darüberliegender Turnhalle ist seit Ende der 1990er nicht mehr öffentlich zugänglich, sondern wird von einer Schwimmschule genutzt. Siemens, Phoenix (Pharmazie) und mehrere mittelständische Betriebe sind in Sack angesiedelt.

## Verkehr
Der ÖPNV bedient den Ort mit der Buslinie 179 (Fürth Süd – Fürth Rathaus – Großgründlach Nord) des Verkehrsverbundes Großraum Nürnberg bzw. der Infra Fürth. Diese verkehrt täglich im 20- bis 30-Minuten-Takt, abends und am Wochenende stündlich und fährt die Haltestellen Blütenstraße, Sack Mitte, Sportplatzstraße und Sack Nord an.